# Delta del Cranc
Delta del Cranc (δ Cancri) és un estel de magnitud aparent +3,94, el segon més brillant a la constel·lació del Cranc després de Tarf (β Cancri). L'origen del seu nom es relaciona amb el veí cúmul del Pessebre (M44), flanquejat per dos ases a l'est —Asellus significa «ase» en llatí—; Asellus Australis és el més meridional, mentre que Asellus Borealis (γ Cancri) és el més septentrional.
Situada a 136 anys llum del sistema solar, Asellus Australis és una gegant taronja de tipus espectral K0III. Té una temperatura superficial de 4.585 K i llueix amb una lluminositat 53 vegades superior a la lluminositat solar. El seu radi és 11 vegades més gran que radi solar i la seva massa estimada se situa al voltant de dues masses solars. Com en moltes gegants anàlogues, en el seu nucli té lloc la fusió nuclear de l'heli. La seva metal·licitat és un poc inferior a la solar, al voltant de 3/4 parts de la mateixa.
Asellus Australis és una dels estels més brillants de l'eclíptica —«trajectòria» que recorre el Sol a través del cel—, car està situada 5 minuts d'arc al nord de la mateixa. Forma una doble òptica amb un estel de magnitud +12,2 a 40 segons d'arc, no existint relació física entre ambdues.